# Onychoglomeris herzegowinensis
Onychoglomeris herzegowinensis är en mångfotingart som först beskrevs av Karl Wilhelm Verhoeff 1898.  Onychoglomeris herzegowinensis ingår i släktet Onychoglomeris och familjen klotdubbelfotingar. Utöver nominatformen finns också underarten O. h. australis.